# Horwoodia dicksoniae
Horwoodia dicksoniae är en korsblommig växtart som beskrevs av William Bertram Turrill. Horwoodia dicksoniae ingår i släktet Horwoodia och familjen korsblommiga växter. Inga underarter finns listade i Catalogue of Life.